# Тормес
То́рмес (исп. Tormes) — река в Испании, приток Дуэро. В городе Саламанка через Тормес перекинут древний арочный мост; 15 арок сохранились со времён Древнего Рима. Выше Саламанки по течению — город Альба-де-Тормес, ядро вотчин герцогов Альба.
В связи с недостатком воды в летние месяцы было решено соорудить в 1960 году водохранилище объёмом 496 млн м³, которое обеспечивает людей летом водой, а зимой предохраняет от наводнений. На реке сооружено ещё одно водохранилище, образованное высочайшей плотиной Испании.